# NK Trešnjevka Maoča
Nogometni klub Trešnjevka Maoča bosanskohercegovački je nogometni klub iz Maoče kraj Brčkog. Trenutačno se natječe u 1. županijska liga Posavske županije.

## Povijest
Klub je osnovan 1965. godine. 

## Vanjske poveznice
- sportdc.net, Trešnjevka Maoča
- (engl.) sofascore.com, NK Trešnjevka Maoča